# フランコ・フェラーラ
フランコ・フェラーラ（Franco Ferrara,1911年7月4日 - 1985年9月6日）はイタリアの指揮者、作曲家、音楽教育家。多くの著名な指揮者を育てたことで知られる。

## 経歴
1911年、パレルモに生まれ。ボローニャ、ローマで教育を受ける。はじめヴァイオリニストとしてスタートするが、グアルニエリの勧めで指揮者に転向し、1938年にフィレンツェ歌劇場でデビュー。1944年には聖チェチーリア音楽院管弦楽団の常任指揮者となった。しかし1948年に病を得てコンサート活動から距離を置き、後進の指導や映画音楽の作曲・指揮等に専念することとなる。教育者としてはサンタ・チェチーリア国立アカデミアを中心に、ヴェネツィア、シエナ、ボローニャ等で活動、また各国のマスタークラスでも指導を行い、クラウディオ・アバド、ダニエル・バレンボイム、チョン・ミョンフン、アンドルー・デイヴィス、リッカルド・シャイー、リッカルド・ムーティ、ブルーノ・ヴァイルをはじめ、多くの指揮者を育てた。またフェリーニ、アントニオーニ、ヴィスコンティ等の作品の映画音楽を指揮したことでも知られる。ピエトロ・ジェルミ監督の「鉄道員」、ジョン・ヒューストン監督の「天地創造」の音楽も彼が指揮したもの。

## 作品
- 前奏曲
- 悲劇的幻想曲
- 嵐の夜
- ブルレスカ

## 教育方法
フェラーラの指導を受けたアンドルー・デイヴィスは、フェラーラの教育方法について「先生は『肘をもっと下げろ』といったようなことは決して言いません。それでもしつこく意見を訊くと、よくこう言ったものです。『あ、そう。それはきみの弱拍がはっきりしないからだよ』。先生は物事を分析してくれましたが、それは是非々々とお願いした場合だけです」と回想している。また、エド・デ・ワールトも「先生は手とり足とりでは教えないのです。ああしろとか、こうするなとか、先生がはっきり口に出して言ったという記憶はありません。誰かがひどいヘマをやると、先生は首を振って手で頭をかかえ、『なんてこった。もっと上手にやれないのかね』みたいなことを言われる。上出来の時は、ちょっとうなずいてみせるだけでしたが、それが要するに良いという意思表示なのです。なににもまして、先生は偉大な人柄でした。音楽家としては信じられないくらい誠実で、みんなを惹き付ける魅力の持ち主でした」と回想している。

## 関連文献
- Silvia Tosi, Franco Ferrara. Una vita nella musica  - Collana: Le Vie della Storia - 67 - pp. 232, Ed. Le Lettere - Firenze (2005)